# 志楽村
志楽村（しらくむら）は、京都府加佐郡にあった村。現在の舞鶴市の東部、東舞鶴市街の東方一帯にあたる。

## 地理
- 海洋：舞鶴湾
- 山岳：愛宕山

## 歴史
- 1889年（明治22年）4月1日 - 町村制の施行により、市場村・泉源寺村・田中村・安岡村・小倉村・鹿原村・吉坂村・松尾村の区域をもって発足。
- 1906年（明治39年）7月1日 - 大字市場および泉源寺の一部が新舞鶴町の一部となる。
- 1938年（昭和13年）8月1日 - 新舞鶴町・中舞鶴町・倉梯村・与保呂村と合併して東舞鶴市が発足。同日志楽村廃止。

## 交通

### 鉄道路線
- 鉄道省
  - 小浜線
    - 松尾寺駅

### 道路
- 丹後街道（現・国道27号）